# Furniersperrholz

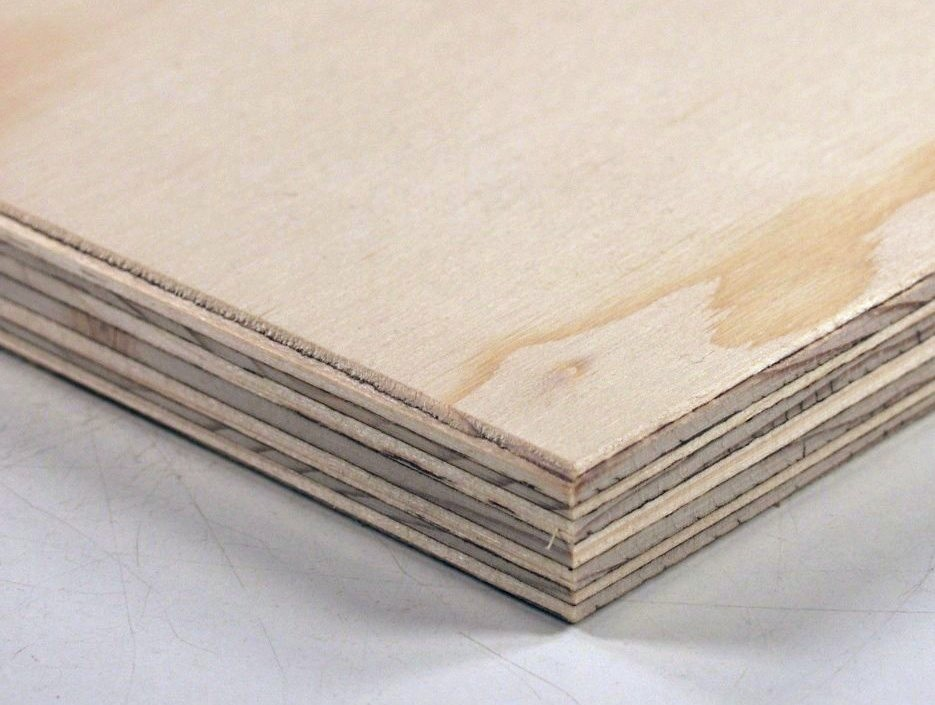
Fichtensperrholz

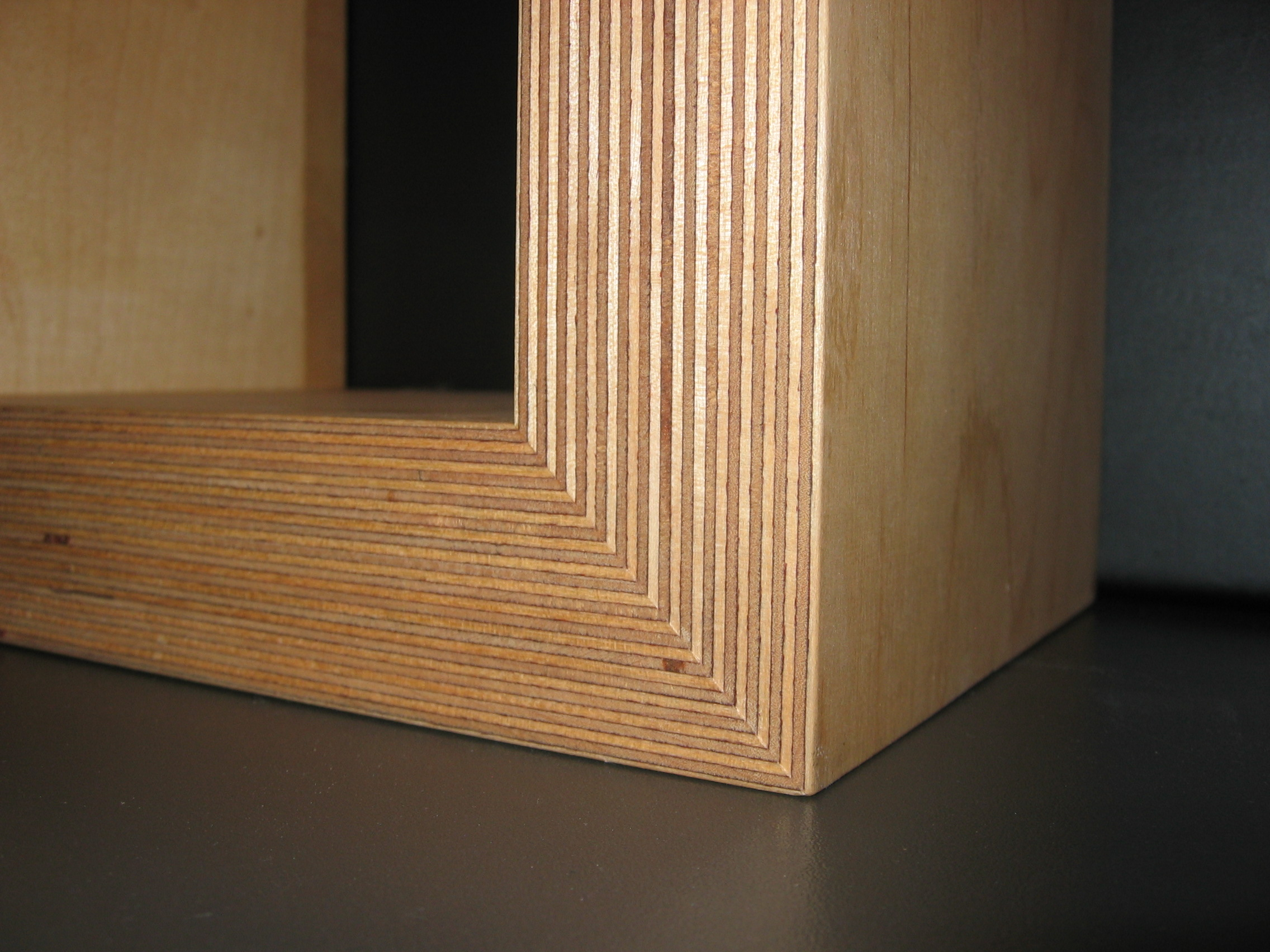
40 mm dicke Birke-Multiplex-Platte mit 45°-Gehrung

Furniersperrholz (Kurzzeichen VP von veneer plywood, ehemals FU), auch Furnierplatte oder vereinfachend Sperrholzplatte genannt, ist ein symmetrisch aufgebauter Lagenwerkstoff aus mehreren, kreuzweise verleimten Schichten von Schälfurnier. Die Anzahl der Furnierlagen ist daher fast immer ungerade (Ausnahme: eine dickere Mittellage wird aus fertigungstechnischen Gründen aus zwei parallel angeordneten Schichten hergestellt). Durch die Anzahl und Anordnung der Furnierlagen ergeben sich der Plattenaufbau und seine spezifischen Festigkeitseigenschaften. Eine Platte über 12 mm Dicke und mit mindestens fünf Lagen wird als Multiplex-Platte bezeichnet.

## Eigenschaften und Qualitäten
Durch kreuzweises Verleimen der Furnierblätter wird das Holz in seinen natürlichen Eigenschaften des Quellens und Schwindens stark eingeschränkt und somit ein gutes Stehvermögen gewährleistet. Darüber hinaus bewirkt das kreuzweise Verleimen eine vergleichbare Biegefestigkeit in den beiden Hauptachsen der Platte.
Furniersperrholz kann beschichtet und oberflächenbehandelt werden. Die Faserrichtung der beiden äußeren Decklagen muss dabei unbedingt parallel verlaufen, damit sich die Platte nicht verzieht. Darüber hinaus sollte beidseitig dasselbe Beschichtungsmaterial verwendet werden.
Spezielle Ausführungen von Furniersperrholz sind beispielsweise das Bau-Furniersperrholz (BFU) mit besonders hoher Biegefestigkeit, metallbewehrtes Furniersperrholz oder Dampfsperre-Platten, welche eine Mittelschicht aus Aluminiumblech aufweisen. Formsperrholz besteht ebenfalls aus 90° kreuzweise verleimten Furnierlagen – hier kommen überwiegend Buchen-Schälfurniere zum Einsatz.

## Herstellung
Die getrockneten Holzlagen werden beleimt, kreuzweise übereinander gelegt und unter Wärmeeinwirkung gepresst. Spezialpressen ermöglichen die Herstellung von Formsperrholz. Die Furnierlagen werden dabei nicht wie eine Platte plan verpresst, sondern in besonderen Formen zu Sitzschalen, Verkleidungen usw. ausgeformt.

## Verwendung
Wegen seiner guten Maß- und Formbeständigkeit findet dieser Werkstoff im Möbel- und Innenausbau für Rückwände, Verkleidungen und Füllungen Verwendung, darüber hinaus für Möbelkorpusse und Arbeitsplatten. Der Werkstoff ist auch als Außensperrholz erhältlich und kann als solcher in Feucht-, Nass- oder Kühlräumen zum Einsatz kommen. Darüber hinaus findet er im Kfz- und Waggonbau sowie als Verpackungsmaterial Anwendung.

## Wirtschaftliche Bedeutung
Gemessen an der Gesamtproduktion an Sperrholz machten Furnierplatten mit einer Produktion von 22.000 m³ im Jahre 2008 etwa 12,6 % aus. In Deutschland gab es 2009 sechs Hersteller von Furniersperrholz.

## Belege
1. ↑  Verband der deutschen Holzwerkstoffindustrie (VHI). Branchendaten 2008 (Memento des Originals vom 14. September 2009 im Internet Archive)  Info: Der Archivlink wurde automatisch eingesetzt und noch nicht geprüft. Bitte prüfe Original- und Archivlink gemäß Anleitung und entferne dann diesen Hinweis.